# Chaetura
Chaetura es un género de aves apodiformes de la familia de los vencejos (Apodidae). Agrupa a once especies nativas de América.

## Especies
Se distinguen las siguientes especies:
- Chaetura brachyura (Jardine, 1846) -- vencejo rabón[2]
- Chaetura chapmani Hellmayr, 1907 -- vencejo de Chapman[2]
- Chaetura cinereiventris P. L. Sclater, 1862 -- vencejo ceniciento[2]
- Chaetura egregia Todd, 1916 -- vencejo egregio[2]
- Chaetura fumosa Salvin, 1870
- Chaetura martinica (Hermann, 1783) -- vencejo de Martinica[2]
- Chaetura meridionalis Hellmayr, 1907
- Chaetura pelagica (Linnaeus, 1758) -- vencejo de chimenea[2]
- Chaetura spinicaudus (Temminck, 1839) (sinonimia: Chaetura spinicauda) -- vencejo lomiblanco[2]
- Chaetura vauxi (J. K. Townsend, 1839) -- vencejo de Vaux[2]
- Chaetura viridipennis Cherrie, 1916

Una especie extinta, denominada Chaetura baconica, fue descrita con base en restos fósiles que datan del Mioceno tardío, encontrados en Hungría.